# Henri Tilleman
Henri Tilleman (Dronten, 15 augustus 1965) is een Nederlands carambolebiljarter die gespecialiseerd is in het kaderspel. 
Hij begon op 12-jarige leeftijd te biljarten op het kleine biljart bij hem thuis. Zijn eerste biljartclub was BBC Biddinghuizen. Op 16-jarige leeftijd ging hij biljartles volgen bij Tonny Schrauwen. 
Hij is houder van het Nederlands serierecord (geprolongeerde serie) 47/2 met 861 caramboles en recordhouder algemeen gemiddelde 71/2 met 62.00 over 7 partijen. Zijn kaderspecialisatie heeft hem tot nu toe vier Europese titels opgeleverd. In 2003 eindigde hij op het wereldkampioenschap 47/2 op de gedeelde derde plaats. Henri is tegenwoordig aan het trainen om ook een excellente driebander te worden.

## Resultaten op Europese kampioenschappen
| Jaar | Libre     | Kader 47/2 | Kader 71/2 |
| ---- | --------- | ---------- | ---------- |
| 1990 | 3e plaats |            |            |
| 1992 |           | Kampioen   |            |
| 1993 |           | 2e plaats  |            |
| 1994 |           | 3e plaats  |            |
| 1997 | 3e plaats |            | Kampioen   |
| 1998 |           |            |            |
| 1999 |           |            |            |
| 2000 |           |            |            |
| 2001 |           |            | 2e plaats  |
| 2002 |           |            |            |
| 2003 |           |            |            |
| 2004 |           | 3e plaats  |            |
| 2005 |           |            |            |
| 2006 |           |            | Kampioen   |
| 2007 |           |            | Kampioen   |
| 2008 |           | 3e plaats  |            |